# Liste der denkmalgeschützten Objekte in Schönwies
Die Liste der denkmalgeschützten Objekte in Schönwies enthält die 20 denkmalgeschützten, unbeweglichen Objekte der Gemeinde Schönwies im Bezirk Landeck.

## Denkmäler
| Foto |                 | Denkmal                                                                                   | Standort                                        | Beschreibung | Metadaten |
| ---- | --------------- | ----------------------------------------------------------------------------------------- | ----------------------------------------------- | --- | --- |
| ja   | Datei hochladen | Kapelle Starkenbach HERIS-ID: 76974 Objekt-ID: 90575 TKK: 23506                           | nördlich Bichlifelder 42 Standort KG: Schönwies | Die Bichlifelderkapelle wurde 1986 errichtet. Die Glasfenster stammen von Milan Batista. An der Außenfassade ein Mosaik einer Madonna mit Kind. | BDA-Hist.: Q38147500 Status: § 2a Stand der BDA-Liste: 2025-06-30 Name: Kapelle Starkenbach GstNr.: 2005/2                                                    |
| ja   | Datei hochladen | Widum Schönwies HERIS-ID: 76953 Objekt-ID: 90554 TKK: 29276                               | Dorf 17 Standort KG: Schönwies                  | Der zweigeschoßige Mauerbau wurde urkundlich 1900/1902 erbaut. Er hat ein Walmdach und eine regelmäßige Fassadengliederung, mit der Giebelseite ist er nach Norden zur Straße hin orientiert. An der Eingangsfassade führt eine gemauerte Freitreppe zum Mittelflur. Die plastische Gliederung der Fassade erfolgt durch Eckquaderung und gerade Rahmungen an den Maueröffnungen. | BDA-Hist.: Q38147137 Status: § 2a Stand der BDA-Liste: 2025-06-30 Name: Widum Schönwies GstNr.: 2472                                                          |
| ja   | Datei hochladen | Friedhof Schönwies HERIS-ID: 76956 Objekt-ID: 90557 TKK: 115712                           | gegenüber Dorf 19 Standort KG: Schönwies        | Der bereits 1688 urkundlich erwähnte Friedhof wurde 1973–1975 nördlich der Kirche neu angelegt. Die Friedhofsmauer ist mit Holzbrettern gedeckt und wird im Osten und Westen durch schmiedeeiserne Gittertore durchbrochen. | BDA-Hist.: Q38147212 Status: § 2a Stand der BDA-Liste: 2025-06-30 Name: Friedhof Schönwies GstNr.: 2456 Friedhof, Schönwies                                   |
| ja   | Datei hochladen | Aufbahrungshalle, Totenkapelle HERIS-ID: 76957 Objekt-ID: 90558 TKK: 30905                | gegenüber Dorf 19 Standort KG: Schönwies        | Die Totenkapelle wurde 1973–1975 nach Plänen von Frohwalt Lechleitner im Zuge der Anlage des neuen Friedhofes an der Stelle des alten Widums errichtet. Der eingeschoßige Mauerbau über rechteckigem Grundriss mit Satteldach weist im Westen ein doppelflügeliges Portal auf. | BDA-Hist.: Q38147238 Status: § 2a Stand der BDA-Liste: 2025-06-30 Name: Aufbahrungshalle, Totenkapelle GstNr.: 2456                                           |
| ja   | Datei hochladen | Kriegerdenkmal HERIS-ID: 76955 Objekt-ID: 90556 TKK: 23500                                | bei Dorf 23 Standort KG: Schönwies              | Das Kriegerdenkmal südlich der Pfarrkirche wurde 1923 geweiht. Der gemauerte, flache Nischenbildstock hat einen karniesbogigen Abschluss, in der Nische befindet sich eine Reliefschnitzerei eines knienden Soldaten von Karl Siber. Darunter und seitlich Inschriftentafeln mit den Namen der Gefallenen des Ersten Weltkrieges, nach 1945 durch eine Tafel mit den Namen der Gefallenen des Zweiten Weltkrieges unterhalb des Reliefs erweitert. | BDA-Hist.: Q38147186 Status: § 2a Stand der BDA-Liste: 2025-06-30 Name: Kriegerdenkmal GstNr.: 2460 Kriegerdenkmal Schönwies                                  |
| ja   | Datei hochladen | Kath. Pfarrkirche hl. Michael HERIS-ID: 76954 Objekt-ID: 90555 TKK: 23458                 | bei Dorf 34 Standort KG: Schönwies              | Die frühbarocke Kirche wurde 1681–1686 erbaut, danach mehrmals verändert und 1930–1932 um zwei Fensterachsen nach Westen verlängert. An das Langhaus schließen der gleich breite Chor und der mächtige neuromanische Nordturm an, im Osten ist die zweigeschoßige Sakristei angebaut. Die Fassaden sind mit Eckquaderung und Putzquaderrahmung um die Fenster gegliedert, das spitzbogige Westportal stammt vermutlich aus dem 17. Jahrhundert. Das vierjochige Langhaus ist im Inneren mit einer Stichkappentonne über Schichtpilastern gegliedert, der eingezogene Triumphbogen von 1686 ist seitlich von Stuckbändern umgeben. Die um 1790 geschaffenen Deckenfresken mit szenischen Heiligendarstellungen werden Johann Georg Witwer zugeschrieben. | BDA-Hist.: Q38147163 Status: § 2a Stand der BDA-Liste: 2025-06-30 Name: Kath. Pfarrkirche hl. Michael GstNr.: 2459 Pfarrkirche hl. Michael, Schönwies         |
| ja   | Datei hochladen | Kapelle Grieshaus HERIS-ID: 76983 Objekt-ID: 90584 TKK: 23507                             | nördlich Grieshaus 1a Standort KG: Schönwies    | Die Wegkapelle wurde nach 1856 erbaut und 1981 renoviert oder erweitert. Der rechteckige Mauerbau mit Säulenvorhalle und brettergedecktem Satteldach ist von Südosten über ein Rundbogenportal erschlossen. Das Innere weist ein Tonnengewölbe mit Stichkappen auf. | BDA-Hist.: Q38147715 Status: § 2a Stand der BDA-Liste: 2025-06-30 Name: Kapelle Grieshaus GstNr.: 2009 Kapelle Grieshaus, Schönwies                           |
| ja   | Datei hochladen | Wohnhaus eines ehemaligen Paarhofs HERIS-ID: 113097 Objekt-ID: 131330 TKK: 23486seit 2019 | Lasalt 1 Standort KG: Schönwies                 | Laut Inschrift 1551 errichtetes Gebäude, das ab 1614 als Gasthaus fungierte. Später das Geburtshaus des Barockbildhauers Daniel Gramaiser und Aufstockung 1787, das in der heutigen Form eines zweigeschoßigen gemauerten Wohngebäudes mit Satteldach und ausgebautem Kellerfundament resultierte. | BDA-Hist.: Q105646920 Status: Bescheid Stand der BDA-Liste: 2025-06-30 Name: Wohnhaus eines ehem. Paarhofes GstNr.: .265, 1998                                |
| ja   | Datei hochladen | Volksschule Schönwies HERIS-ID: 76958 Objekt-ID: 90559 TKK: 115711                        | Oberhäuser 2 Standort KG: Schönwies             | Das Schulgebäude wurde 1925–1927 als Ersatz für das 1780 erbaute, später abgetragene, erste Schul- und Mesnerhaus errichtet. 1945 wurde die Inneneinrichtung fast zur Gänze zerstört, 1956–1959 wurde das Gebäude stark umgebaut und erhielt einen Anbau. An der Eingangsfassade befindet sich ein Bild, das 1959 von Norbert Strolz geschaffen wurde. | BDA-Hist.: Q38147262 Status: § 2a Stand der BDA-Liste: 2025-06-30 Name: Volksschule Schönwies GstNr.: 2418/1 Volksschule Schönwies                            |
| ja   | Datei hochladen | Glockenturm HERIS-ID: 76978 Objekt-ID: 90579 TKK: 23490                                   | nördlich Obsaurs 1 Standort KG: Schönwies       | Der Glockenturm steht nördlich und oberhalb der Vigilkirche. Der massige, spätmittelalterliche Turmstumpf aus dem 16. Jahrhundert wurde durch einen Holzaufbau als Glockenturm adaptiert. Seine ursprüngliche Funktion ist unbekannt. Er hat ein abgefastes Rundbogenportal aus dem 16. Jahrhundert und Schlitzfenster. Die Glocke ist mit 1647 bezeichnet und stammt von einem Barthlmä Köttelath. | BDA-Hist.: Q38147571 Status: § 2a Stand der BDA-Liste: 2025-06-30 Name: Glockenturm Obsaurs GstNr.: .159 Bell tower Obsaurs                                   |
| ja   | Datei hochladen | Kath. Filialkirche hl. Vigil HERIS-ID: 58933 Objekt-ID: 69831 TKK: 23459                  | nördlich Obsaurs 2 Standort KG: Schönwies       | Die hoch über dem Talboden beim Weiler Obsaurs gelegene Kirche wurde 1451 erstmals urkundlich erwähnt. Sie ist dem hl. Vigilius von Trient geweiht. Der gotische Bau aus dieser Zeit wurde 1500–1521 umgebaut, dabei wurde das Kirchenschiff unter Verwendung des bestehenden Dachstuhles neu errichtet. Im 17. Jahrhundert wurde die Kirche erneut umgebaut und mit Anbauten versehen. 1853 wurde die westliche Vorhalle angefügt. Der spätgotische Saalbau mit polygonalem Schluss weist im Westen ein spitzbogiges Portal auf. An der West- und Südfassade befinden sich Fresken vermutlich aus der ersten Hälfte des 16. Jahrhunderts, die die hll. Michael, Paulus und Georg bzw. eine Kreuzigungsszene, Heilige und Stifter darstellen. Das Christophorusfresko an der Nordfassade stammt vom Anfang des 17. Jahrhunderts. Das zweijochige Langhaus weist im Inneren ein Netzrippengewölbe mit runden, bemalten Schlusssteinen mit Evangelistensymbolen und dem Lamm Gottes vom Anfang des 16. Jahrhunderts auf. Der Chor mit fünfseitigem Schluss und Netzgratgewölbe wird durch einen spitzbogigen, eingezogenen und abgefasten Triumphbogen abgetrennt. Die stark fragmentierten Malereien im Chorgewölbe von 1634 zeigen zwei Evangelisten, den Schmerzensmann mit Leidenswerkzeugen und Blumenranken, an der Chorschlusswand Kruzifix. An der Westwand befindet sich das Fragment einer Weltgerichtsdarstellung, seitlich im Gewölbe eine Darstellung von Landsknechten. | BDA-Hist.: Q38085339 Status: § 2a Stand der BDA-Liste: 2025-06-30 Name: Kath. Filialkirche hl. Virgil GstNr.: .495 Hl. Vigil, Obsaurs                         |
| ja   | Datei hochladen | Friedhof Obsaurs HERIS-ID: 76976 Objekt-ID: 90577 TKK: 115710                             | Obsaurs 2, in der Nähe Standort KG: Schönwies   | Der kleine, von einer Umfassungsmauer umgebene, Friedhof um die Vigilkirche wurde vermutlich zeitgleich mit dem Bau der Kirche in der zweiten Hälfte des 15. Jahrhunderts angelegt. | BDA-Hist.: Q38147522 Status: § 2a Stand der BDA-Liste: 2025-06-30 Name: Friedhof Obsaurs GstNr.: .495 Hl. Vigil, Obsaurs                                      |
| ja   | Datei hochladen | Aufbahrungshalle, Totenkapelle Obsaurs HERIS-ID: 76977 Objekt-ID: 90578 TKK: 23508        | nördlich Obsaurs 2 Standort KG: Schönwies       | Die gemauerte Friedhofskapelle nördlich der Vigilkirche wurde vermutlich im 18. Jahrhundert errichtet. | BDA-Hist.: Q38147546 Status: § 2a Stand der BDA-Liste: 2025-06-30 Name: Aufbahrungshalle, Totenkapelle Obsaurs GstNr.: .495 Hl. Vigil, Obsaurs                |
| ja   | Datei hochladen | Wegkapelle HERIS-ID: 76979 Objekt-ID: 90580 TKK: 23513                                    | Obsaurs Standort KG: Schönwies                  | Der Kapellenbildstock am Weg von Schönwies nach Obsaurs wurde 1844 errichtet. Der rechteckige Mauerbau mit steilem, brettergedecktem Satteldach beherbergt in der stichkappengewölbten Rundbogennische ein Kruzifix auf einer gemauerten Mensa. | BDA-Hist.: Q38147621 Status: § 2a Stand der BDA-Liste: 2025-06-30 Name: Wegkapelle Obsaurs GstNr.: 1112/11 Wegkapelle Obsaurs, Schönwies                      |
| ja   | Datei hochladen | Wegkapelle Öde HERIS-ID: 76982 Objekt-ID: 90583 TKK: 23501                                | gegenüber Öde 69a Standort KG: Schönwies        | Der Kapellenbildstock am südlichen Innufer steht in der Nähe einer ehemaligen Innbrücke. Der Mauerbau mit Satteldach stammt vermutlich aus dem 18. Jahrhundert und wurde 1949 erneuert. Er ist durch einen Rundbogen mit Schmiedeeisengitter geöffnet und innen mit einem Tonnengewölbe versehen. Auf einer gemauerten Mensa steht eine Figur des hl. Johannes Nepomuk. | BDA-Hist.: Q38147689 Status: § 2a Stand der BDA-Liste: 2025-06-30 Name: Wegkapelle Öde GstNr.: 2572 Wegkapelle Öde, Schönwies                                 |
| ja   | Datei hochladen | Kapelle hl. Michael HERIS-ID: 76980 Objekt-ID: 90581 TKK: 23503                           | neben Ried 14 Standort KG: Schönwies            | Die zweijochige gemauerte Kapelle mit flachrundem Chorschluss wurde 1723 errichtet. Sie weist ein Satteldach mit Dachreiter mit Pyramidendach sowie ein segmentbogiges Portal auf. Die Fassade ist mit Gesimsbändern, Eckpilastern und Rahmungen der Maueröffnungen gegliedert. Der Innenraum ist mit einer Flachdecke mit Stuckrahmen und angedeuteten Pilastern an den Seitenwänden versehen. | BDA-Hist.: Q38147644 Status: § 2a Stand der BDA-Liste: 2025-06-30 Name: Kapelle hl. Michael in Ried GstNr.: 2839                                              |
| ja   | Datei hochladen | Kapelle hl. Josef HERIS-ID: 76981 Objekt-ID: 90582 TKK: 23502                             | neben Saurs 2 Standort KG: Schönwies            | Die dreijochige gemauerte Kapelle mit dreiseitigem Chorschluss und Satteldach mit Dachreiter stammt aus der Mitte des 18. Jahrhunderts. Am Satteldach befindet sich ein An der westseitigen Eingangsfassade befindet sich ein Segmentbogenportal. Die Maueröffnungen sind mit Putzfaschen gerahmt. Der Innenraum weist ein Stichkappengewölbe auf flachen Pilastern mit profilierten Kapitellen auf. | BDA-Hist.: Q38147665 Status: § 2a Stand der BDA-Liste: 2025-06-30 Name: Kapelle hl. Josef in Saurs GstNr.: 2670 Kapelle hl. Josef in Saurs                    |
| ja   | Datei hochladen | Kapelle hl. Laurentius HERIS-ID: 76970 Objekt-ID: 90571 TKK: 23505                        | gegenüber Starkenbach 56 Standort KG: Schönwies | Die barocke Kapelle wurde vermutlich im 18. Jahrhundert errichtet und 1824 umgebaut oder renoviert. Die zweijochige gemauerte Kapelle mit dreiseitigem Chorschluss hat am Satteldach einen hölzernen Dachreiter mit Zwiebelhelm aufgesetzt. Die geschwungene Giebelfassade weist ein Segmentbogenportal mit flankierenden Vierpassöffnungen auf. Die Fassade ist durch Gesimsbänder, Pilaster und Rahmungen der Maueröffnungen gegliedert. Das Innere ist mit einem Stichkappentonnengewölbe auf Pilastern mit profilierten Kapitellen versehen. | BDA-Hist.: Q38147476 Status: § 2a Stand der BDA-Liste: 2025-06-30 Name: Kapelle hl. Laurentius in Starkenbach GstNr.: .92 Kapelle hl. Laurentius, Starkenbach |
| ja   | Datei hochladen | Immaculatabrunnen HERIS-ID: 76959 Objekt-ID: 90560 TKK: 23499                             | Oberhäuser 33, bei Standort KG: Schönwies       | Der betonierte, langrechteckige Brunnentrog ist inschriftlich mit 1956 datiert. Auf der gemauerten Brunnensäule befindet sich unter einem Blechdach eine Holzfigur der Maria Immaculata. | BDA-Hist.: Q38147309 Status: § 2a Stand der BDA-Liste: 2025-06-30 Name: Immaculatabrunnen GstNr.: 2380 Immaculatabrunnen, Schönwies                           |
| ja   | Datei hochladen | Wegkapelle Patscheid HERIS-ID: 76969 Objekt-ID: 90570 TKK: 23504                          | Standort KG: Schönwies                          | Der inschriftlich 1867 erbaute Nischenbildstock ist ein rechteckiger Mauerbau mit schindelgedecktem Satteldach. Zum Weg hin hat er eine rundbogig geschlossene Öffnung mit Tonnengewölbe und Stichkappen. In der vergitterten Nische befindet sich ein Kruzifix aus dem 19. Jahrhundert. | BDA-Hist.: Q38147453 Status: § 2a Stand der BDA-Liste: 2025-06-30 Name: Wegkapelle Patscheid GstNr.: 1111/1 Wegkapelle Patscheid, Schönwies                   |